# Величка Хашнова
Величка Поплуканова, по мъж  Хашнова, е участничка в националноосвободително движение в Българско.

## Биография
Величка Хашнова е родена през 1831 г. в Ловеч. Тя е първородната дъщеря на поп Лукан Лилов. Сестра на Марин Поплуканов, Илия Луканов и Христо Луканов. Завършва начално училище в Ловеч. Омъжва се за занаятчията Гечо Хашнов. Къщата им е в старинния квартал „Вароша“. Семейството има три деца: Лукан, Никола и Марийка.
Гечо Хашнов е член на Ловешкия частен революционен комитет на Вътрешната революционна организация (ВРО). Техният дом е една от най-сигурните квартири на Васил Левски, на когото са доверени лица. След обира на турската поща от Димитър Общи е арестувана от Ловчанския каймакам в дома на поп Кръстьо и разпитвана. Освободена от ареста, посещава брат си Марин Поплуканов, следствен в София по делото на ВРО. От нея тръгва мълвата, която обвинява поп Кръсто в предателство, най- вероятно за да прикрие собствените си действия по предателството на апостола. Източник? Априлското въстание (1876), продължително укрива в дома си и Христо Иванов (Големия).
По време на Руско-турската война (1877 – 1878) семейството ѝ претърпява тежка загуба. Съпругът Гечо Хашнов и синът Никола са убити от ордите на Рифат паша при турското превземане на Ловеч на 15 юли 1877 г.
След Освобождението от османско владичество остава вдовица и е влиятелна личност в Ловеч. Незаслужено получава поборническа пенсия. Живее последователно при брат си Илия Луканов, сина Лукан Хашнов и дъщерята Марийка Краева. Разказва спомени за националреволюционните борби.
Умира през 1906 г. и е погребана в двора на Ловешкия храм „Света Богородица“.
Улица в Ловеч е наименувана „Величка Хашнова“.